# Блокпост

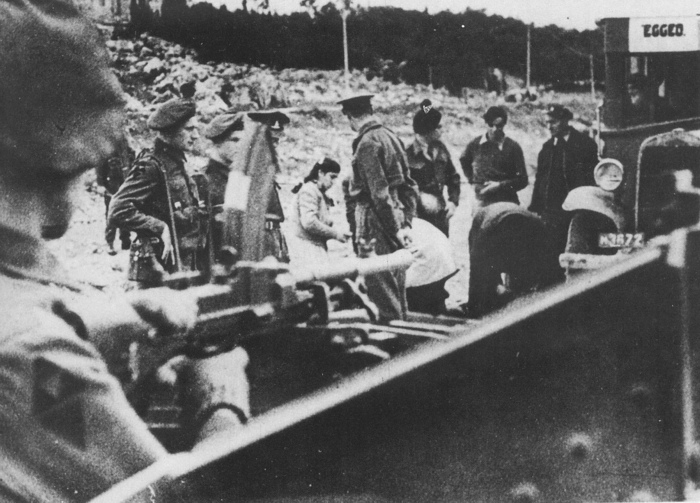
Британский блокпост на территории Палестины, Тель-Авив, 1940 год

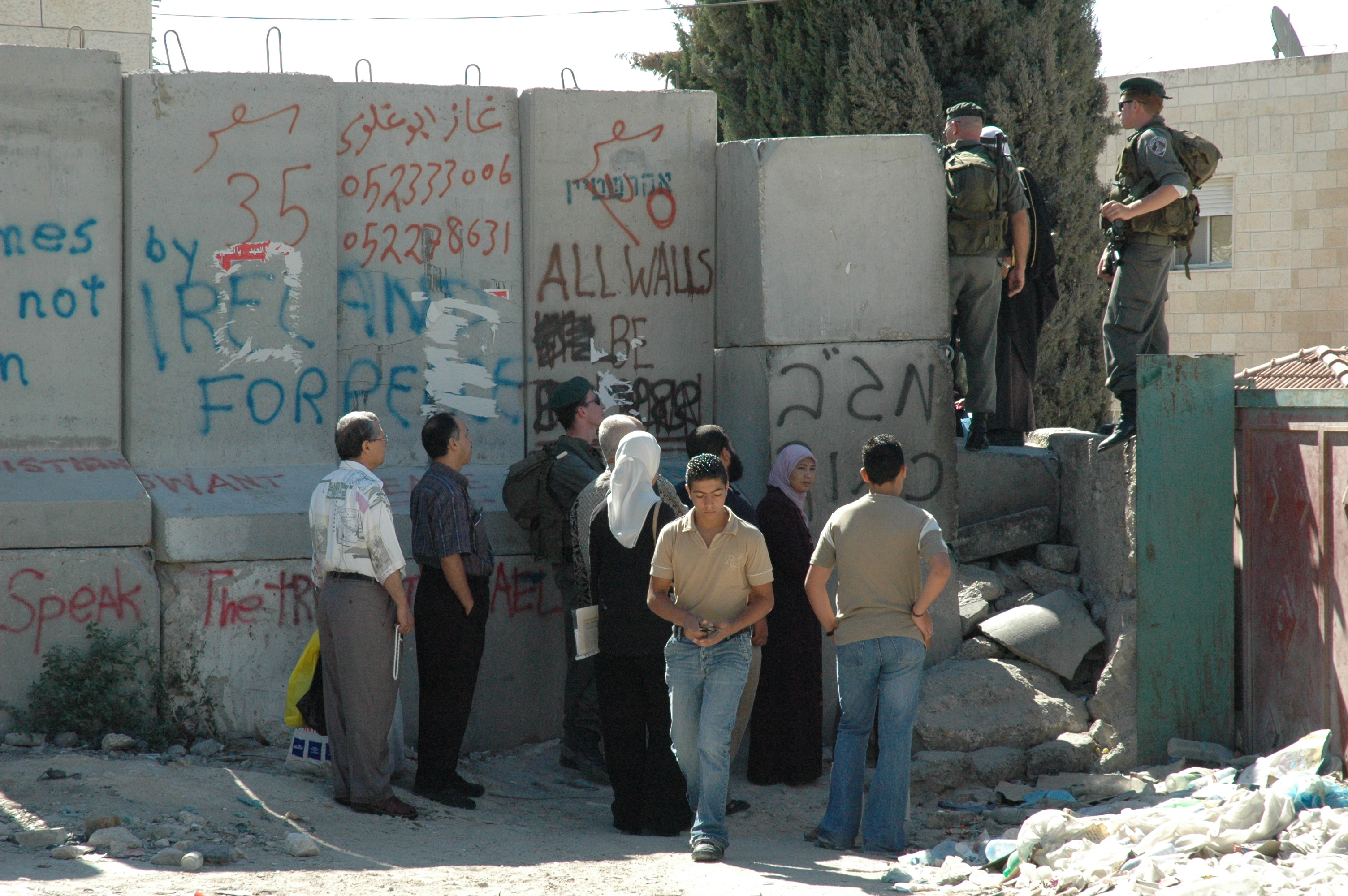
Израильский блокпост в Абу Дисе, Западный берег реки Иордан, 2004 год

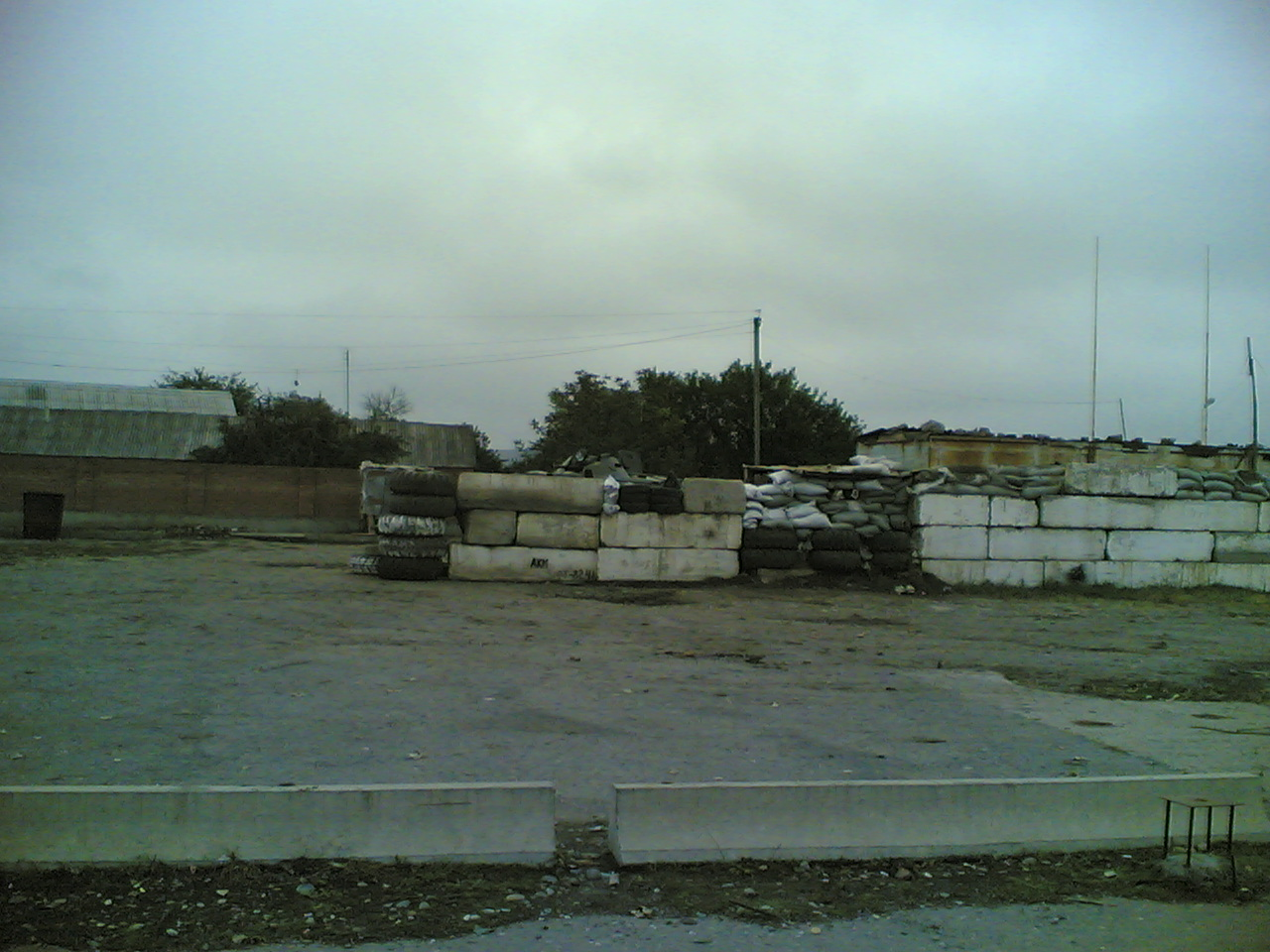
Блокпост в Веденском районе, 2008 год (Вторая чеченская война)

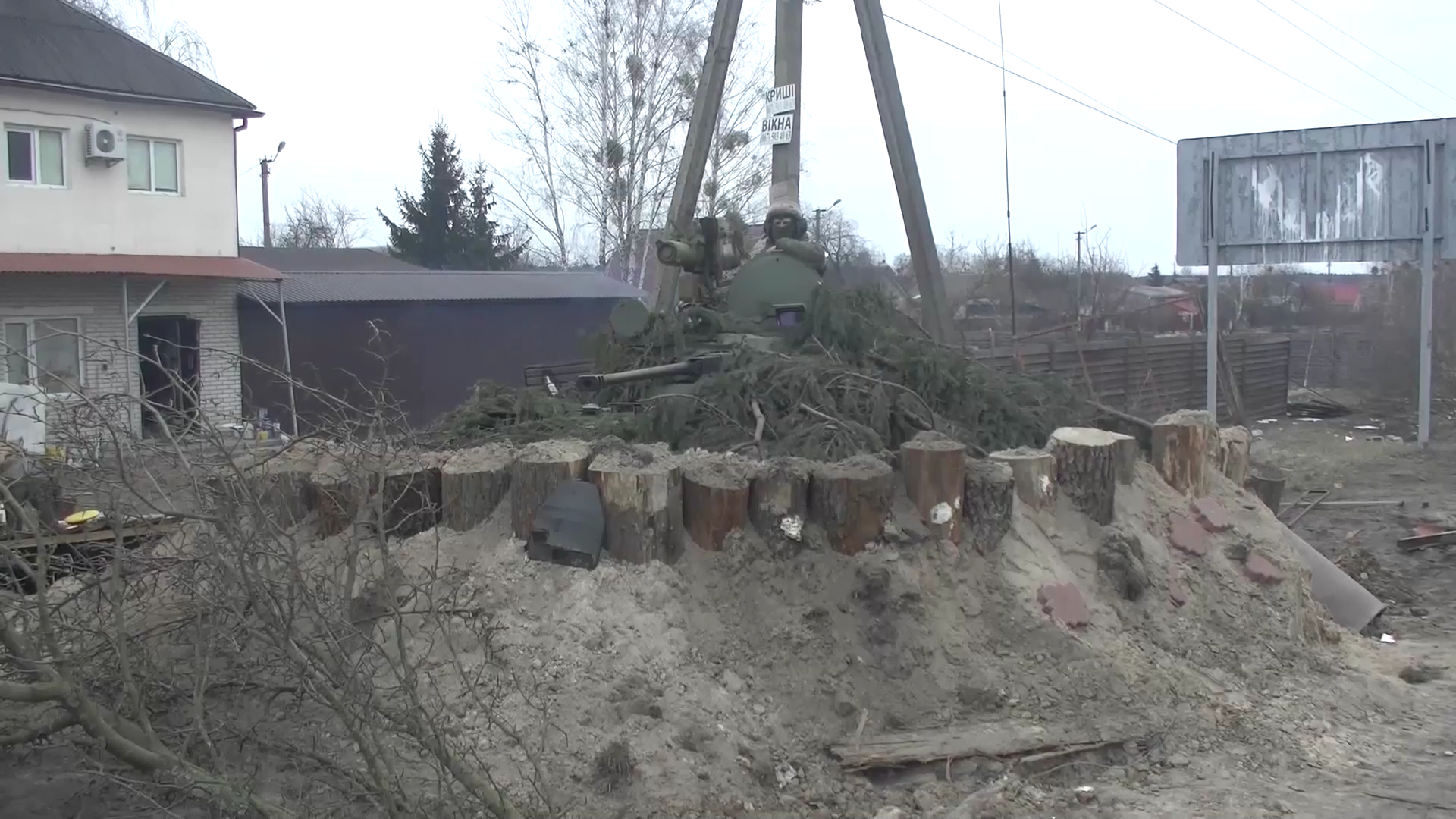
Блокпост ВДВ РФ в Киевской области во время российского вторжения на Украину, март 2022 года

Блокпо́ст (блок-пост) — заградительный укреплённый контрольно-пропускной пункт с вооружённой охраной на дорогах, въездах в населённые пункты и тому подобное (обычно на оккупированной или временно занятой войсками территории), способный самостоятельно держать круговую оборону.
Может иметь полицейское (чаще всего), военное (имеет название — пост), а также гражданское применение (например, для контроля над доступом лиц на территорию частной компании). Различают временные и постоянные блокпосты. Первые устраиваются на дорогах, когда полицейские организуют посты для проверки документов, устройства облавы на преступников и так далее.

## Внутренние дела

### Использование
Блокпосты обычно устанавливаются в районах напряженности в целях проведения контртеррористических мероприятий. Они бывают постоянными или временными и организуются с целью проверки транспортных средств, проходящих сквозь них, а также блокирования дороги в целях прекращения её дальнейшего использования террористами. Террористы, используя транспорт для перемещения оружия из тайников в места его применения, будут натыкаться на своем пути на блокпосты. Обширная сеть блокпостов будет значительно затруднять деятельность террористических групп. Даже если террористы будут знать о существовании блокпоста, они будут вынуждены выбирать другие, менее удобные маршруты для своих перемещений. Это сократит количество дорог, на которых придется устанавливать временные блокпосты.
Также блокпосты используют различные криминальные, террористические, а также сепаратистские организации для контроля над доступом как своих, так и чужих лиц на занимаемые ими территории. Устройство фальшивых блокпостов (так называемых ретенов, «falso reten») вкупе с переодеванием в форму полицейских или военных является излюбленным методом действия латиноамериканских ОПГ, занимающихся похищениями людей на дорогах различного назначения. Таким образом в 2008 году произошло нашумевшее похищение и убийство Фернандо Марти.

### Вариант устройства
Полноценный постоянный блокпост (исходя из опыта чеченских войн) обычно имеет 14 составляющих частей:
- Участок полотна автомобильной дороги, выполненный для снижения скорости транспорта
- Дистанционно управляемый легкий шлагбаум, опускаемый в случае тревоги
- Сетка на траве
- Позиция БМП, БТР, БМД
- Бетонная стенка для защиты личного состава, досматривающего автомобили
- Бетонные блоки
- Здание блокпоста
- Оборонительная позиция
- Сигнальная ракета, запускаемая устройствам натяжного действия
- Внешний забор со спиральным проволочным заграждением (под напряжением)
- Бетонные надолбы или противотанковые заграждения типа «Ёж»

## Железнодорожный транспорт
В железнодорожном транспорте блокпост — раздельный пункт на железной дороге, не имеющий путевого развития на линиях с полуавтоматической блокировкой.
Предназначен для увеличения пропускной способности за счёт деления межстанционного перегона на два межпостовых (при этом может находиться два поезда попутного следования вместо одного на межстанционном перегоне). На более оснащённых участках функцию блокпостов выполняют проходные светофоры автоблокировки. Существует также особый вид блокпостов на железнодорожных погранпереходах. Устраивается в непосредственной близости от государственной границы и служит для безопасного контролируемого пропуска подвижного состава и грузов на сопредельную территорию или с неё.